# Карнеґі-хол
Ка́рнеґі-хол або Ка́рнеґі-гол (англ. Carnegie Hall; ˈkɑrnɨɡi, також часто kɑrˈneɪɡi чи kɑrˈnɛɡi) — концертна зала в Нью-Йорку, на розі 7 авеню та 57-й вулиці Мангеттену, в якому виконують як академічну, так і популярну музику.

## Історія
Споруджений за проєктом архітектора Вільяма Татгілла.
Відкритий 1891 року серією концертів Нью-Йоркського симфонічного оркестру, в яких взяв участь як диригент Петро Ілліч Чайковський.
До 1898 мав назву «Мюзик-гол», потім — Ендрю Карнеґі, на честь людини, що фінансувала спорудження цього будинку.

## Конструкція
Споруда містить три зали, головна з яких на 2804 місця з 1997 року названа на честь американського скрипаля, який походить з України, Ісаака Стерна. На Сьомій авеню є зала на 599 місць і на 57-й вулиці на 268 місць.
Сумарна кількість місць — 3671.
У 1983 і 2003 роках будинок реконструювали.

## Світові прем'єри
Протягом більш аніж столітнього існування у Карнеґі-холі відбулися світові прем'єри найвідоміших симфонічних творів, зокрема:
- Дев'ята симфонія Антоніна Дворжака (16 грудня 1893)
- Symphonia Domestica Ріхарда Штрауса (21 березня 1904)
- Щедрик Миколи Леонтовича (5 жовтня 1922)
- Варіації на теми Кореллі Сергія Рахманінова (7 листопада 1931)
- Контрасти Бели Бартока (9 січня 1939)
- Камерна симфонія № 2 Арнольда Шенберга (15 грудня 1940)
- Симфонія в 3 частинах Ігора Стравінського (24 січня 1946)
- Симфонія № 3 Чарлза Айвза (5 квітня 1946)
- Гімн Святому Причастю Олів'є Мессіана (13 березня 1947)
- Симфонія № 4 Чарлза Айвза (26 квітня 1965)